# Austrochaperina kosarek
Austrochaperina kosarek е вид жаба от семейство Microhylidae.

## Разпространение
Видът е разпространен в Индонезия.